# 1856 w sztukach plastycznych
Wydarzenia w sztukach plastycznych i wizualnych w 1856 roku.

## Malarstwo

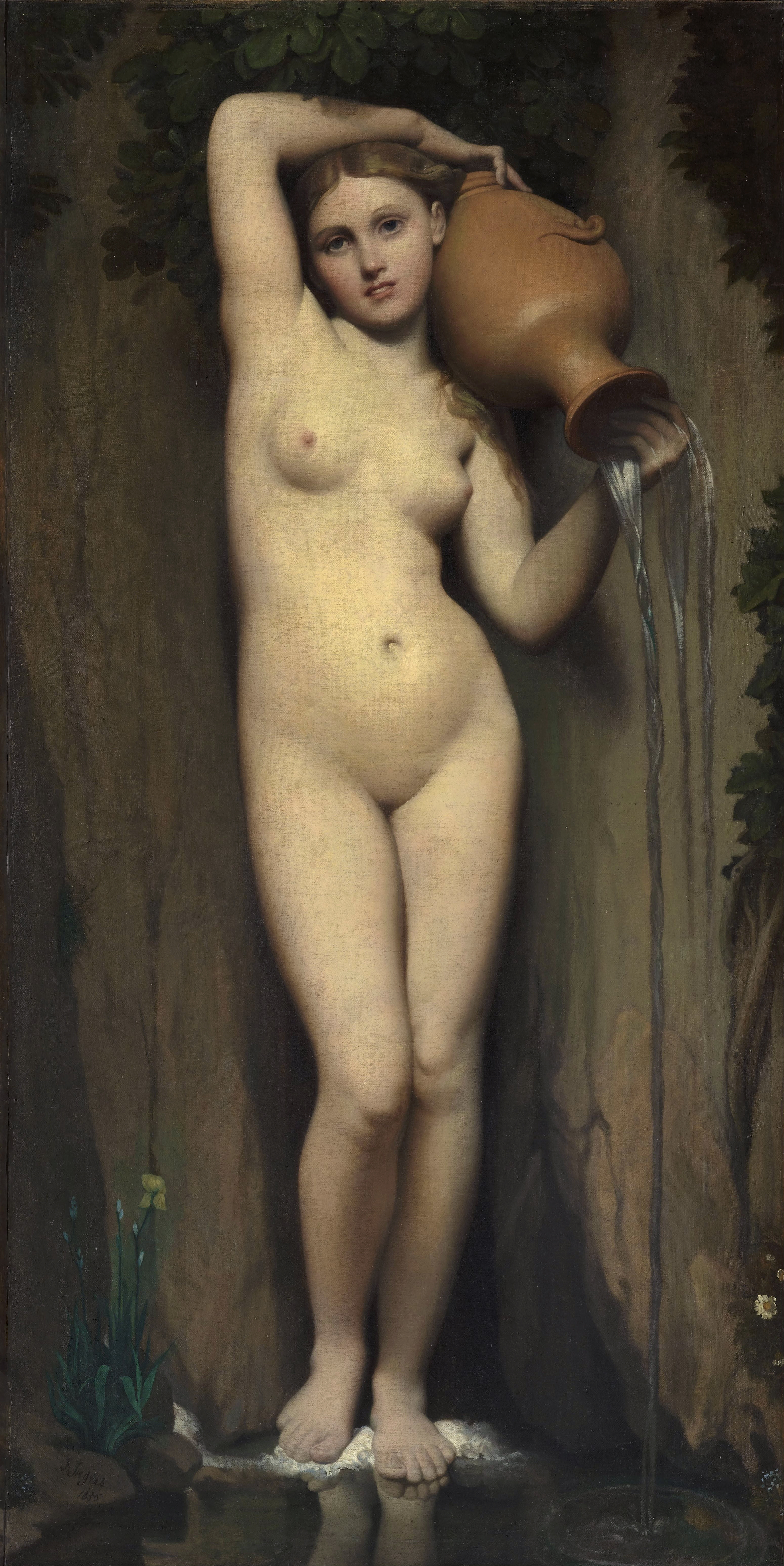
Źródło, Jean-Auguste-Dominique Ingres

- Jean-Auguste-Dominique Ingres

Źródło – olej na płótnie, 163×80 cm
- Feliks Sypniewski

Zasadzka – olej na płótnie, 106x160 cm

## Urodzeni
- 12 stycznia – John Singer Sargent, amerykański malarz (zm. 1925)
- 21 lutego – Maurycy Gottlieb, polski malarz pochodzenia żydowskiego (zm. 1879)
- 9 marca – Tom Roberts, australijski malarz (zm. 1931)
- 11 marca – Georges Petit, francuski marszand, promotor impresjonistów (zm. 1920)
- 20 maja – Henri Edmond Cross, francuski malarz (zm. 1910)
- 26 sierpnia – Léon Frédéric, belgijski malarz symbolista (zm. 1940)
- 19 września – Otto Günther-Naumburg, niemiecki malarz pejzażysta (zm. 1941)
- 28 października:
  - Carolina Benedicks-Bruce, szwedzka rzeźbiarka i malarka (zm. 1935)
  - Anna Elizabeth Klumpke, amerykańska malarka (zm. 1942)
- Natalia Andriolli, polska rzeźbiarka i malarka (zm. 1912)
- François Flameng, francuski malarz akademicki, ilustrator i dekorator budynków publicznych (zm. 1923)

## Zmarli
- 5 stycznia – David d’Angers, francuski rzeźbiarz (ur. 1788)
- 22 lipca – Thomas Doughty,  amerykański malarz pejzażysta (ur. 1793)
- 1 września – Richard Westmacott, angielski rzeźbiarz (ur. 1775)
- 8 października – Théodore Chassériau, francuski malarz (ur. 1819)
- 4 listopada – Paul Delaroche, francuski malarz (ur. 1797)
- 23 listopada – Thomas Seddon, angielski malarz pejzażysta (ur. 1821)